# Plaffeien
Plaffeien (en francés Planfayon) es una comuna suiza del cantón de Friburgo, situada en el distrito de Sense.

## Geografía
Está ubicada en el este del cantón, a 12 km al sureste de Friburgo. Limita al norte con las comunas de Brünisried, Giffers, Jaun, Plasselb, Rechthalten, Tafers y Guggisberg (BE), al este con Boltigen (BE) y Oberwil im Simmental (BE), al sur con Val-de-Charmey.
Forman parte del territorio comunal las localidades de Oberschrot  Rufenen, Rütti, Schwarzsee, Zollhaus y Zumholz.

## Ciudades hermanadas
- Kasterlee, en Bélgica.